# کیراز
کیراز (به ترکی استانبولی: Kiraz) شهری است در کشور ترکیه که در استان ازمیر واقع شده‌است. جمعیت این شهر بر اساس سرشماری سال ۲۰۰۸ میلادی ۸٬۴۶۴ نفر و بر اساس برآوردهای سال ۲۰۰۹ میلادی ۸٬۲۴۵ نفر می‌باشد.